# Гибдан
Гибда́н (рос. Гыбдан) — присілок в Кізнерському районі Удмуртії, Росія.
Населення становить 186 осіб (2010, 261 у 2002).
Національний склад (2002):
- росіяни — 91 %

Урбаноніми:
- вулиці — Колтома, Центральна, Шкільна